# Професионална гимназия по ветеринарна медицина и земеделие „Александър Стамболийски“
Професионална гимназия по ветеринарна медицина и земеделие „Александър Стамболийски“ (с акроним: ПГВМЗ „Александър Стамболийски“) професионална гимназия с държавно финансиране в град Лозница, община Лозница, област Разград.
Патрон на училището е Александър Стамболийски. Разположено е на ул. „Дружба“ № 31. Директор на училището е Ниязи Мехмедов Ниязиев.

## История
Училището е създадено на 1 септември 1962 г. като Селскостопански техникум, със заповед № 1–20 А от 31 юли 962 г. на МНП. В началото учебните занятия се водят в сградата на основното училище в Лозница. Негов пръв директор е агрономът Асен Григоров. Първите ученици са само 72, те се обучават в 2 паралелки – селскостопански профил.
Нуждата от специалисти в различни направления в селското стопанство налага през учебната 1964/1965 г. в техникума да се открият четири паралелки – механизаторски профил, а от тук следва и промяната в наименованието на учебното заведение – Техникум по механизация на селското стопанство.
С течение на времето техникумът се разраства. Откриват се нови специалности: електрификация на ССМ; ел. монтьор / СПТУ паралелка. В техникума започват да се обучават ученици от различните краища на страната.
Това налага и построяването на ученическо общежитие – на 22 декември 1979 г. Към общежитието е открит стол с 200 места. През 1991 г. е открита специалност „Земеделски техник“. От 1993 г. при новия директор – Калинка Тодорова, училището се именува на „Александър Стамболийски“.
През учебната 1994/1995 г. се преобразува в Професионална гимназия по икономика на земеделското стопанство и Земеделец, през 1995/1996 г. – Професионална гимназия по Ветеринарна медицина, а от 2003 г. – Професионална гимназия по ветеринарна медицина и земеделие.
С цел ефективно обучение по специалността Ветеринарна медицина са обзаведени кабинети по: анатомия на селскостопанските животни, фармакология, учебноизчислителен кабинет, лаборатория по микробиология, фитнес зала и др.
През учебната 1999/2000 г. е открита друга перспективна специалност „Фермер“, чието обучение се извършва по модулен учебен план съгласно европейските стандарти. През учебната 2005/2006 учебна г. ръководството на училището прави предложение за откриване на нова професия „Лесовъд“.